# Gortyna galassii
Gortyna galassii är en fjärilsart som beskrevs av Emilio Berio 1963. Gortyna galassii ingår i släktet Gortyna och familjen nattflyn. Inga underarter finns listade i Catalogue of Life.